# 570
Năm 570 là một năm trong lịch Julius.